# Zona Metropolitană Satu Mare
Zona Metropolitană Satu Mare (ZMSM) este situată în nord-vestul României și este formată din municipiul Satu Mare (reședința județului Satu Mare), Municipiul Carei, orașele Livada, Tășnad, Ardud și alte 26 de localități.

## Context teritorial
Arealul ZMSM include un teritoriu având o suprafață de 2.251,09 km2 (50,95 % din suprafața județului Satu Mare), pe care se regăsesc toate formele de relief specifice județului, rețeaua hidrografică fiind formată din râul Someș,(râul Tur și râul Crasna).

## Obiectivele constituirii
Zona metropolitană Satu Mare funcționează sub forma unei asociații de dezvoltare intercomunitară (ADI), formată din 31 de localități, rolul de centru polarizator revenind municipiului Satu Mare. Populația zonei metropolitane depășește 233.306 locuitori (63,21% din populația județului), cu o suprafață totală de 2.251,09 km2 (50,95% din suprafața totală a județului).
Această asociere se dorește a fi un instrument administrativ eficient în scopul creșterii economiei zonei prin dezvoltare multidimensională și integrată pentru diminuarea disparităților și creșterea standardului de viață regional prin implementarea unui pachet de măsuri care vor influența în mod pozitiv activitatea prezentă si care vor contribui in mod categoric la dezvoltarea armonioasă pe termen mediu si lung.
Obiectivele urmărite la nivelul zonei metropolitane sunt:
- Îmbunătățirea calității vieții locuitorilor și înlăturarea disparităților teritoriale, sociale și economice dintre localitățile membre prin implementarea unor programe și proiecte finanțate din fonduri naționale și europene.
- Crearea unui pol metropolitan în jurul municipiului Satu Mare, prin atragerea de investiții directe, crearea de locuri de muncă și extinderea serviciilor de utilități publice în aria zonei metropolitane.

## Localități componente
| Localitate          | Statut    | Suprafață (km2) | Populație (2011) | Distanța față de Satu Mare |
| ------------------- | --------- | --------------- | ---------------- | -------------------------- |
| 1. Satu Mare        | Municipiu | 150,3           | 102.441          | -                          |
| 2. Carei            | Municipiu | 102             | 21.112           | 36 km                      |
| 3. Livada           | Oraș      | 116             | 6.773            | 22 km                      |
| 4. Tășnad           | Oraș      | 96,6            | 8.631            | 51 km                      |
| 5. Ardud            | Oraș      | 140             | 6.231            | 19 km                      |
| 6. Foieni           | Comună    | 40,37           | 1.840            | 42 km                      |
| 7. Berveni          | Comună    | 48,03           | 3.376            | 51 km                      |
| 8. Cămin            | Comună    | 20,02           | 1.388            | 40 km                      |
| 9. Moftin           | Comună    | 125,25          | 4.293            | 25 km                      |
| 10. Craidorolț      | Comună    | 93,52           | 2.215            | 25 km                      |
| 11. Cehal           | Comună    | 65,43           | 1.594            | 62 km                      |
| 12. Terebești       | Comună    | 54,41           | 1.750            | 25 km                      |
| 13. Doba            | Comună    | 60.21           | 2.760            | 15 km                      |
| 14. Socond          | Comună    | 88.76           | 2.641            | 24 km                      |
| 15. Beltiug         | Comună    | 117.03          | 3.228            | 32 km                      |
| 16. Viile Satu Mare | Comună    | 80.59           | 3.514            | 22 km                      |
| 17. Păulești        | Comună    | 41,71           | 4.909            | 6 km                       |
| 18. Culciu          | Comună    | 79,30           | 3.884            | 20 km                      |
| 19. Valea Vinului   | Comună    | 88,36           | 2.067            | 29 km                      |
| 20. Dorolț          | Comună    | 30,49           | 3.806            | 8.5 km                     |
| 21. Agriș           | Comună    | 30              | 2.003            | 14 km                      |
| 22. Micula          | Comună    | 37,77           | 3.659            | 18 km                      |
| 23. Lazuri          | Comună    | 70,72           | 5.562            | 8 km                       |
| 24. Odoreu          | Comună    | 47,17           | 4.946            | 9 km                       |
| 25. Apa             | Comună    | 44,89           | 2.681            | 35 km                      |
| 26. Orașu Nou       | Comună    | 56              | 3.806            | 37 km                      |
| 27. Racșa           | Comună    | 50,80           | 3.052            | 40 km                      |
| 28. Gherța Mică     | Comună    | 38,85           | 3.412            | 44 km                      |
| 29. Turț            | Comună    | 82,22           | 5.593            | 40 km                      |
| 30. Medieșu Aurit   | Comună    | 103,25          | 6.683            | 21 km                      |
| 31. Vama            | Comună    | 51,04           | 3.486            | 45 km                      |
| Total               | -         | 2.251,09 km2    | 233.306 loc.     | -                          |

## Istoric
Zona Metropolitană Satu Mare a fost constituită în 27 aprilie 2013 de către cele 30 localități membre. La data de 10 ianuarie 2014 a aderat ca membru comuna Vama. Ea reprezintă o noua entitate, cu personalitate juridică, formată prin asociere în baza unei Convenții, încheiate între municipiului Satu Mare, cu localități limitrofe (orașe și comune), stabilindu-se relații de cooperare economică, socială și culturală, de amenajare a teritoriului, echipare tehnico-edilitară și protecție a mediului, fiecare păstrându-și autonomia administrativă.

## Proiecte propuse
Satu Mare
- Pod peste râul Someș: Amplasament str. Ștrandului
- Centura municipiului Satu Mare
- Modernizare infrastructură rutieră artere principale de intrare în municipiul Satu Mare și Sistem Integrat de Managementul Traficului
- Modernizarea străzilor de pământ și a utilităților din corpul drumului în municipiului Satu Mare
- Extindere utilități cartier Sătmărel
- Modernizarea infrastructurii rutiere și a spațiilor publice din cartierele municipiului Satu Mare
- Amenajare 20 km pistă pentru bicicliști în municipiul Satu Mare
- Dotarea cu rețea de fibră optică subterană a municipiul Satu Mare
- Amenajare parcare trafic greu
- Amenajare Parcare subterană Pta Libertății în municipiul Satu Mare
- Amenajare parcare subterană Pta 25 Octombrie în municipiul Satu Mare
- Amenajarea albiei și a zonei inundabile a râului Someș și realizarea unei microhidrocentrale pe Someș pentru obținerea unui luciu de apă uniform în dreptul orașului Satu Mare
- Modernizarea și reorganizarea piețelor agroalimentare din municipiul Satu Mare
- Modernizarea iluminatului public în municipiul Satu Mare prin reabilitare energetică
- Asigurarea a 70% din necesarul de energie electrică pentru iluminatul public din municipiul Satu Mar din energie solară
- Utilizarea energiei geotermale la clădirile publice din centrul municipiul Satu Mare
- Utilizarea energiei geotermale la clădirile publice din partea de nord al municipiul Satu Mare
- Modernizarea stadionului Olimpic din municipiul Satu Mare
- Modernizare stadion Unio în municipiul Satu Mare
- Sala Polivalenta cu 3000 de locuri în municipiul Satu Mare
- Extindere clădire școală și amenajare Sală de gimnastică la Grupul Școlar Economic Gheorghe Dragoș din municipiul Satu Mare
- Extindere Scoala cu clasele I-VIII Lucian Blaga din municipiul Satu Mare
- Edificare și construire campus Școlar la Grup Sc. Industrial Construcții Unio în municipiul Satu Mare
- Modernizarea și extinderea școlii cu clasele I-VIII dr. Vasile Lucaciu din municipiul Satu Mare
- Reabilitare clădire în vederea amenajării pentru Sală de Sport Grup Scolar de industrie alimentară G. E. Palade din mun. Satu Mare
- Modernizare clădire internat la Grupul Școlar Constantin Brâncuși din municipiul Satu Mare
- Modernizare clădire școală și internat Liceul cu program Sportiv din municipiul Satu Mare, modernizare teren de sport Dinamo
- Dotarea unităților de învățământ cu echipamenete didactice
- Modernizare autogării din municipiul Satu Mare
- Modernizare stații de autobus, cumpărare autobuse ecologice dotate cu sistem GPS
- Organizarea unei rețele de îngrijire la domiciliu pentru vârstnici extindere Casa Sătmăreană
- Centru de zi pentru copii si tineri cu dizabilitați
- Centre de criză pentru copii străzii și cerșetori
- Centru multifuncțional de asistență socio-medicală și integrare profesională pentru persoanele fără adăpost
- Locuințe sociale
- Promovarea multiculturalismului “Festival de tradiții, datini și obiceiuri” în municipiul Satu Mare
- Includerea în circuitul turistic al zonei de agrement Noroieni din municipiul Satu Mare
- Amenajare zonă de agrement Cubic
- Sistem integrat IT pentru Primăria municipiului Satu Mare
- Modernizare și dotare sediu Poliție Locală
- Implementarea măsurilor de eficiență energetică la blocurile de locuințe din municipiul Satu Mare
- Implementarea măsurilor de eficiență energetică la instituțiile publice din municipiul Satu Mare
- Muzeul apei – amenajat la uzina de apă veche a municipiului Satu Mare

Carei
- Reabilitare si reorganizare infrastructura de transport in municipiul Carei
- “Investim in educatie” prin dezvoltarea si reabilitarea infrastructurii educationale si dezvoltarea facilitatilor educationale
- Reciclarea deseurilor biodegradabile
- Eficienta energetica pilot in municipiul Carei
- Incluziune sociala, ca o prioritate
- Crestere economica a municipiului Carei prin investitii in turism – fisa revizuita iulie 2013 (CAREITUR)

Tășnad
- Bază tratament
- Constructia unui lac de acumulare si agrement pe pârâul Cehal
- Construirea unei statii de compostare a deseurilor biodegradabile si a unui depozit pentru deseuri materiale constructii
- Parc industrial in orasul Tasnad
- Sediu Primarie

Ardud
- Constructie Baza Sportiva Multifunctionala in loc. Ardud, jud. Satu Mare
- Amenajarea spatiului verde si a terenului de joaca in loc. Ardud, jud. Satu Mare
- Constructie Casa de Cultura in loc. Ardud, jud. Satu Mare
- Reabilitare, modernizare si dotare Camin Cultural sat Baba Novac, Oras Ardud, jud. Satu Mare
- Amenajarea Parcului Cetate din Orasul Ardud, jud. Satu Mare
- Modernizare strazi in Loc. Ardud, Madaras, Baba Novac, Gerausa, Ardud Vii, Saratura
- Asfaltare strazi in Loc. Ardud, Madaras, Baba Novac, Gerausa, Ardud Vii, Saratura
- Extindere retea de alimentare cu apa Ardud
- Retea de alimentare cu apa sat Gerausa, Ardud Vii si Saratura
- Modernizare retea de alimentare cu apa sat Baba Novac
- Retea de canalizare in Orasul Ardud, sat Madaras, Baba Novac, Gerausa, Ardud Vii si Saratura
- Statie de epurare in loc. Ardud
- Constructie locuinte ANL
- Retea de electrificare Ardud-Ardud Vii
- Modernizare DC 30 Ardud-Ardud Vii
- Reabilitare stadion de fotbal in loc. Ardud si Madaras
- Parcuri de joaca Orasul Ardud, sat Madaras, Baba Novac, Gerausa
- Reabilitare Liceu Tehnologic Ardud
- Centru de promovare turistica in loc. Ardud
- Centru social in loc. Gerausa
- Camin de batrani in loc. Baba Novac

Livada
- Reabilitare – modernizare drumuri locale
- Extinderea retelei de apa si canalizare
- Extinderea retelei de electrificare la capete de strazi
- Realizarea unei centuri de ocolire a orasului Livada
- Reabilitarea sediului Primariei Livada
- Reabilitarea parcului dendrologic si a castelului “Vecsey”
- Realizarea forajului pentru captarea sursei de apa potabila si construirea unui strand cu apa termala
- Realizarea unui centru de zi pentru persoanele varstnice
- Amenajarea unor terenuri de joaca pentru copii
- Construirea casei de cultura Livada
- Infiintarea distributiei de gaze naturale
- Reabilitarea dispensarului uman
- Reabilitare spatii verzi
- Reabilitarea zonei verzi de-a lungul canalului Racta
- Formare continua ECDL
- Stimularea participarii persoanelor de etnie rroma la programe de formare/reconversie profesionala
- Reabilitare camin/internat la liceul “George Baritiu” din localitate
- Cresterea productivitatii sectorului agricol

Agriș
- Modernizare si pietruire drum comunal Agris – Livada DC1 A
- Modernizare si pietruire drum comunal Agris – Ciuperceni DC1 B
- Modernizare si pietruire drum comunal nr.1 Ciuperceni – Dumbrava DC1
- Modernizare si pietruire drum comunal Ciuperceni – Vanatoresti DC1 D
- Modernizare si pietruire drum vecinal Agris – Botiz DC1 C
- Realizarea bazei sportive in comuna Agris
- Extindere – reabilitare a scolii Agris
- Construirea unei gradinite cu 3 grupe
- Construirea unei Sali de sport in satul Agris
- Modernizarea caminului cultural “Csury Balint” in comuna Agris

Beltiug
- Finalzare Parc Balnear
- Stație de epurare și canalizarea apelor uzate
- Alimentare cu apă potabilă
- Înființare distribuție de gaze naturale

Cămin
- Reabilitarea alimentarii cu apa in localitatea Camin

Cehal
- Amenajare strazi interioare si construirea poduri si podete in localitatile CEHAL CEHALUT SI ORBAU
- Amenajare teren de sport din localitatea Cehal si Cehalut
- Reabilitare si dotare cu mobilier a caminelor culturale din localitatile Cehal Cehalut si Orbau
- Canalizare si statie de epurare localitatea Cehalut
- Construirea capela mortuara in localitatile Cehal si Orbau
- Modernizare si asfaltare DC 37 Cehal Orbau
- Alimentare cu apa potabila satul Cehalut si Orbau
- Reabilitare si dotare cu mobilier Dispensarului Uman din localitatea Cehal si Cehalut
- Proiect privind regularizarea cursul vaii Cehal
- Canalizare si statie de epurare in localitatea Orbau
- Proiect privind realizarea retelei de trotuare in comuna Cehal

Culciu
- Drum de ocolire
- Asfaltare strazi
- Reabilitare DC21 si pod aferent
- Modernizare drumuri agricole
- Piste pentru biciclisti
- Extindere retele de apa
- Extindere sistem de canalizare
- Extindere retele gaz
- Parc industrial
- Abator bovine
- Modernizare iluminat public
- Centru ingrijire adulti
- Camin cultural Culciu Mic
- Reabilitare camin cultural Caraseu
- Reabilitare camin cultural Lipau
- Complex sportiv
- Reabilitare scoala gimnaziala Culciu Mare
- Reabilitare scoala gimnaziala Bem Jozsef in Caraseu
- Continuare lucrari la GPN Culciu Mare
- Continuare reabilitare GPN Caraseu
- Reabilitare sediu primarie

Doba
- Retea de canalizare menajera si statie de epurare comuna pt. localitatie Doba, Boghis, Paulian, Dacia si Traian
- Infiintarea retelelor de distributie a gazelor naturale in comuna Doba
- Modernizarea tuturor stazilor din intravilanul comunei Doba (continuare Tyukod)
- Instalatie fotovoltaica de 250 KW in localitatea Doba
- Varianta de ocolire depozit regional de deseuri
- Construire si dotare capele mortuare in localitatile Doba, Dacia si Traian
- Modernizare cai de acces ce deservesc suprafetele agricole
- Managementul situatiilor de urgenta – Gestionarea eficienta a incendiilor in comuna Doba
- Construire si dotare sala de sport in localitatea Doba
- Modernizarea si dotarea spatiilor verzi, infiintare locuri de joaca
- Construire si dotare 10 locuinte sociale
- Eficientizarea serviciului de colectare si transport al deseurilor in comuna Doba – crearea si implementarea unui sistem de management integrat de deseuri
- Drum peste granita Doba – Csengerujfalu (continuarea proiect)
- Construire si dotare baza sportiva in localitatea Doba
- Construire si dotare centru de zi
- Parc industrial

Dorolț
- Modernizare drumuri in comuna Dorolt
- Pista pentru biciclete in comuna Dorolt
- Realizarea retelei de canalizare in localitatile Atea si Petea , com. Dorolt
- Reabilitarea drumului comunal DC 62 Dorolt – Atea
- Modernizare bazei sportive Dorolt , com Dorolt

Foieni
- Amenajarea sistemului de canalizare pentru apele pluviale in comuna Foieni
- Reabilitare infrastructura strazi in comuna Foieni
- Modernizare drumuri de exploatare agricola in comuna Foieni
- Infiintarea unui parc de joaca si de agrement “Bader godor” in comuna Foieni
- Ecologizarea gropii de inprumut in intravilanul comunei Foieni

Gherța Mică
- Construire camin cultural
- Construire gradinita
- Construirea sala de sport
- Construire si amenajare baza de agrement in zona raului Tur
- Construirea unui teren de sport
- Extindere retea electrica zona Turulung-Vii, Cioncas-Susani
- Extindere retea de canalizare menajera
- Modernizare drumuri de exploatare agricola
- Modernizare strazi in loc. Gherta Mica
- Regularizare Valea Ulitei

Lazuri
- Retea de canalizare menajera in loc. Nisipeni, Noroieni, Peles, Pelisor cu statie de epurare in extravilanul loc. Nisipeni

Odoreu
- Camin de batrani in localitatea Odoreu
- Constructie “Pensiunea Nufarul” in satul Berindan
- Centru de permanenta in localitatea Odoreu
- Pista pentru biciclisti
- Parc industrial
- Aquaparc
- Rabilitare termica a Scolii cu clasele I-VII, reabilitare gradinita cu program saptamanal, reabilitare Sala de sport, reabilitare gradinita cu program normal, constructie gradinita in satul Martinesti
- Constructie bloc de locuinte sociale, integrarea rromilor in societate

Racșa
- Alimentare cu apa in sat Racsa Vii
- Achizitionarea a doua autospeciale pentru colectarea deseurilor
- Achizitionarea unei autospeciale de pompieri
- Construirea a doua capele
- Construire camin cultural in sat Racsa Vii
- Extindere asfaltare strazi, alimentare cu apa si canalizare in comuna Racsa
- Extindere retea electrica de la DJ 82 la DN19
- Grădiniță cu program normal cu 4 săli de grupă
- Reparatii biserica ortodoxa comuna Racsa
- Modernizare casa parohiala in comuna Racsa
- Modernizarea curtii primariei comunei Racsa si a caminului Cultural
- Modernizare drum pe 600 ml
- Modernizare drumuri agricole
- Renovare scoli
- Sala sport
- Terminare incalzire centrala pt biserica ortodoxa
- Achizitionare tractor

Socond
- Reabilitare scoli in Socond, Soconzel, Cuta
- Sala de sport in Socond
- Un campus scolar in zona lacului de acumulare Hodisa
- Modernizarea punctului sanitar Stana
- Cautare de activitati agrozootehnice, ferme mari, zootehnice si cultura mare
- Cantine sociale in Stana si Socond
- Cautare permanenta a locurilor de munca pentru 1200 rromi
- Locuinte sociale pentru rromi in Stana si Socond, pentru 1200 persoane
- Construirea unei tabere de vara in preajma lacului de acumulare Hodisa
- Modernizarea terenurilor cu baza sportiva Socond, Stana, Hodisa, Cuta Soconzel
- Construirea unui ministadion in Socond
- Dotare cu calculatoare pentru fiecare compartiment din institutie (primaria Socond)
- Reevaluarea valorii cadastrale a terenurilor comunei
- Modernizare drumuri interioare in toate localitatile
- Alimentare cu apa si canalizare in Soconzel
- Retea de alimentare cu apa in localitatile Hodisa, Cuta, Stana
- Retea de canalizare in localitatile Hodisa, Cuta, Stana
- Cabinet medical Stana
- Biserica Soconzel, Stana
- Proiect de piscicultura la lacul Hodisa
- Extinderea PUG pe comuna
- Modernizare ulite in localitatile comunei
- Modernizare si dotare camin cultural Socond, Stana, Soconzel, Stana
- Locuinte sociale in Stana si Socond pentru rromi
- Alimentare cu apa si canalizare in Soconzel, Hodisa, Cuta, Stana
- Proiect finantat spatii verzi in comuna Socond
- Sustinerea unor cursuri in toate domeniile de administratie publica locala
- Construirea unui post de politie in satul Stana
- Revenirea la forma veche a Postului de politie Socond
- Dotare cu masina pentru situatii de urgenta
- Formatii artistice in comuna Socond
- Colectionarea de costume populare

Turț
- Modernizare strada Dambeni din localitatea Turt
- Extindere retele de alimentare cu apa in comuna Turt
- Modernizare drumuri de interes local in comuna Turt
- Modernizare drum comunal DC6 Turt-Turt Bai-Manastirea Sf. Gheorghe
- Achizitionare autospeciala colectare si transport deseuri menajere
- Modernizare drumuri agricole in comuna Turt
- Construire casa de cultura in comuna Turt
- Extindere cladire noua cu 8 Sali de clasa, sala festiva si grup sanitar
- Modernizare iluminat public in comuna Turt
- Reabilitarea si extinderea spatiilor verzi din comuna Turt
- Reabilitarea monumentului istoric “Biserica Sfintii Mihail si Gavril” din comuna Turt
- Modernizare baza sportiva in comuna Turt
- Asigurarea infrastructurii de utilitati pentru locuintele locuitorilo de etnie rroma din comuna Turt
- Centru de formare si reconversie profesionala in comuna Turt
- Centru de zi pentru copii cu dizabilitati
- Modernizare si extindere sistem de monitorizare video in comuna Turt
- Camin pentru ingrijire persoane varstnice in comuna Turt

Valea Vinului
- Construirea unui camin cultural nou in localitatea Sîi ,comuna Valea Vinului
- Reabilitare si modernizare strazi in comuna Valea Vinului
- Reabilitare cladire Primarie
- Amenajare parc si spatii de joaca pentru copii in toate satele comunei Valea Vinului
- Pod de beton armat peste raul Valea Vinului
- Centru After School Valea Vinului

## Colaborări și parteneriate
- Ordinul Arhitecților din România
- Zona Metropolitană Baia Mare
- Zona Metropolitană Oradea
- Agenția pentru Dezvoltare Regională
- Unio Satu Mare
- Oficiul Național al Registrului Comerțului
- Agenția Națională pentru Protecția Mediului
- Institutul Național de Statistică